# Steve Lomas
Stephen Martin Lomas (ur. 18 stycznia 1974 w Hanowerze) – północnoirlandzki piłkarz występujący na pozycji pomocnika. Trener piłkarski.

## Kariera klubowa
Lomas zawodową karierę rozpoczynał w sezonie 1993/1994 w Manchesterze City. W Premier League zadebiutował 16 października 1993 w bezbramkowo zremisowanym meczu Arsenalem Londyn. Przez pierwsze dwa sezony Lomas pełnił rolę rezerwowego w Manchesterze, a jego podstawowym graczem stał się od początku sezonu 1995/1996. Na koniec tamtego sezonu zajął z klubem 18. miejsce i spadł z nim do Division One. W Manchestrze grał jeszcze ponad pół roku. W sumie rozegrał tam 111 ligowych spotkań i zdobył w nich 8 bramek.
27 marca 1997 roku podpisał kontrakt z klubem West Ham United, grającym w Premier League. W jego barwach zadebiutował 9 kwietnia 1997 w bezbramkowo zremisowanym towarzyskim meczu z Middlesbrough. W sezonie 1998/1999 zajął z klubem 5. miejsce, które było najwyższym w trakcie gry w West Hamie. W sezonie 2002/2003 uplasował się z klubem 18. pozycji w lidze i spadł z nim do Football League Championship. W sezonie 2004/2005 zajął z West Hamem 6. miejsce w lidze i po wygranych barażach awansował z nim do Premier League. Wówczas odszedł z klubu.
Trafił do Queens Park Rangers, występującego w Football League Championship. Pierwszy ligowy mecz zaliczył tam 10 września 2005 przeciwko Southampton (1:1). W Queens Park Rangers spędził dwa sezony. Zagrał tam w sumie w 55 ligowych meczach i strzelił w nich 2 gole. Latem 2007 roku odszedł do Gillingham, grającego w Football League One. Zadebiutował tam 11 sierpnia 2007 w przegranym 0:1 ligowym spotkaniu z Cheltenham Town. W Gillingham spędził pół roku. Wystąpił tam w 8 ligowych pojedynkach.
W latach 2009–2010 był grającym trenerem amatorskiego St Neots Town.

## Kariera reprezentacyjna
W reprezentacji Irlandii Północnej Lomas zadebiutował 23 marca 1994 w wygranym 2:0 towarzyskim meczu z Rumunią. 20 kwietnia 1994 w wygranym 4:1 pojedynku eliminacji Mistrzostw Europy 1996 z Liechtensteinem strzelił pierwszego gola w kadrze.
W latach 1994–2003 w drużynie narodowej rozegrał 44 spotkania i zdobył 3 bramki. Był uczestnikiem eliminacji do ME 1996, MŚ 1998, ME 2000 oraz MŚ 2002, jednak na żadne z nich nie wywalczył awansu z kadrą.